# Temporada do Juventus Football Club de 2019-20
A Juventus participará de quatro competições na temporada de 2019-20, a Serie A, a Copa da Itália, a Supercopa da Itália e a Liga dos Campeões da UEFA.

## Uniforme
Fornecedor:
- Adidas

Patrocinador Principal:
- Jeep

Uniforme dos jogadores
| 1º Uniforme |  | 2º Uniforme |  | 3º Uniforme |

## Elenco
Última atualização: 29 de agosto de 2024.

## Transferências para 2019-20
| - : Jogadores emprestados a Juventus - : Jogadores emprestados pela Juventus - : Jogadores que retornam de empréstimo | - : Jogadores que chegaram ou saíram após compra de direitos - : Jogadores que chegaram ou saíram sem custos - : Jogadores que chegaram ou saíram após terem seus contratos rescindidos |

| Entradas |      |                  |                                     |                     |
|          | Pos. | Jogador          | T.                                  | Clube anterior      |
|          | M    | Aaron Ramsey     | Livre                               | Arsenal             |
|          | LE   | Luca Pellegrini  | Compra de direitos/multa rescisória | Roma                |
|          | V    | Adrien Rabiot    | Livre                               | Paris Saint-Germain |
|          | A    | Gonzalo Higuaín  | Retorno de empréstimo               | Chelsea             |
|          | A    | Marko Pjaca      | Retorno de empréstimo               | Fiorentina          |
|          | G    | Gianluigi Buffon | Livre                               | Paris Saint-Germain |
|          | Z    | Merih Demiral    | Compra de direitos/multa rescisória | Sassuolo            |
|          | Z    | Cristian Romero  | Compra de direitos/multa rescisória | Genoa               |
|          | Z    | Matthijs de Ligt | Compra de direitos/multa rescisória | Ajax                |
|          | LD   | Danilo           | Compra de direitos/multa rescisória | Manchester City     |
|          | M    | Dejan Kulusevski | Compra de direitos/multa rescisória | Atalanta            |

| Saídas |      |                     |                                     |                   |
|        | Pos. | Jogador             | T.                                  | Clube de destino  |
|        | Z    | Andrea Barzagli     | Livre                               | Aposentou-se      |
|        | Z    | Martín Cáceres      | Retorno de empréstimo               | Lazio             |
|        | LE   | Leonardo Spinazzola | Compra de direitos/multa rescisória | Roma              |
|        | Z    | Cristian Romero     | Empréstimo                          | Genoa             |
|        | A    | Moise Kean          | Compra de direitos/multa rescisória | Everton           |
|        | LD   | João Cancelo        | Compra de direitos/multa rescisória | Manchester City   |
|        | G    | Emil Audero         | Compra de direitos/multa rescisória | Sampdoria         |
|        | V    | Stefano Sturaro     | Compra de direitos/multa rescisória | Genoa             |
|        | A    | Riccardo Orsolini   | Compra de direitos/multa rescisória | Bologna           |
|        | A    | Alberto Cerri       | Compra de direitos/multa rescisória | Cagliari          |
|        | A    | Andreas Favilli     | Compra de direitos/multa rescisória | Genoa             |
|        | LE   | Rogério             | Compra de direitos/multa rescisória | Sassuolo          |
|        | A    | Leonardo Mancuso    | Compra de direitos/multa rescisória | Empoli            |
|        | V    | Luca Marrone        | Compra de direitos/multa rescisória | Hellas Verona     |
|        | LE   | Luca Barlocco       | Livre                               | LR Vicenza        |
|        | A    | Stefano Padovan     | Livre                               | AC Imolese        |
|        | G    | Filippo Marricchi   | Livre                               | Novara            |
|        | LE   | Luca Pellegrini     | Empréstimo                          | Cagliari          |
|        | A    | Mario Mandžukić     | Livre                               | Al-Duhail         |
|        | G    | Mattia Perin        | Empréstimo                          | Genoa             |
|        | M    | Dejan Kulusevski    | Empréstimo                          | Parma             |
|        | V    | Emre Can            | Empréstimo                          | Borussia Dortmund |
|        | A    | Marko Pjaca         | Empréstimo                          | Anderlecht        |

## Estatísticas

### Desempenho dos treinadores
| Técnico        | J  | V  | E | D | GP | GC | SG | %    |
| -------------- | -- | -- | - | - | -- | -- | -- | ---- |
| Maurizio Sarri | 52 | 34 | 9 | 9 | 99 | 54 | 45 | 71,2 |
| Total          | 52 | 34 | 9 | 9 | 99 | 54 | 45 | 71,2 |

### Artilharia
| #     | Jogador           | Gols | Serie A | Copa da Itália | Supercopa da Itália | Liga dos Campeões |
| ----- | ----------------- | ---- | ------- | -------------- | ------------------- | ----------------- |
| 1º    | Cristiano Ronaldo | 37   | 31      | 2              |                     | 4                 |
| 2º    | Dybala            | 17   | 11      | 2              | 1                   | 3                 |
| 3º    | Higuaín           | 11   | 8       | 1              |                     | 2                 |
| 4º    | Bonucci           | 4    | 3       | 1              |                     |                   |
| 4º    | De Ligt           | 4    | 4       |                |                     |                   |
| 4º    | Ramsey            | 4    | 3       |                |                     | 1                 |
| 5º    | Cuadrado          | 3    | 2       |                |                     | 1                 |
| 5º    | Douglas Costa     | 3    | 1       | 1              |                     | 1                 |
| 5º    | Pjanić            | 3    | 3       |                |                     |                   |
| 6º    | Bernardeschi      | 2    | 1       |                |                     | 1                 |
| 6º    | Danilo            | 2    | 2       |                |                     |                   |
| 7º    | Alex Sandro       | 1    | 1       |                |                     |                   |
| 7º    | Bentancur         | 1    |         | 1              |                     |                   |
| 7º    | Chiellini         | 1    | 1       |                |                     |                   |
| 7º    | Demiral           | 1    | 1       |                |                     |                   |
| 7º    | Matuidi           | 1    |         |                |                     | 1                 |
| 7º    | Rabiot            | 1    | 1       |                |                     |                   |
| Total | Total             | 96   | 73      | 8              | 1                   | 14                |

## Competições

### Resumo das Participações
| Torneio                   | Pos\Fas          | Pts | J  | V  | E | D | GP | GC | SG | %    |
| Serie A                   | Campeão          | 83  | 38 | 26 | 5 | 7 | 76 | 43 | 33 | 72,8 |
| Copa da Itália            | Vice-Campeão     | 9   | 5  | 2  | 3 | 0 | 8  | 2  | 6  | 60,0 |
| Supercopa da Itália       | Vice-Campeão     | 0   | 1  | 0  | 0 | 1 | 1  | 3  | -2 | 0    |
| Liga dos Campeões da UEFA | Oitavas de Final | 19  | 8  | 6  | 1 | 1 | 14 | 6  | +8 | 79,2 |

### International Champions Cup
Vitória
      Empate
      Derrota
| 21 de julho 1ª rodada | Juventus                                    | 2 – 3 | Tottenham                                            | Singapura                                                                  |  |
| 19:30                 | Gonzalo Higuaín 56' · Cristiano Ronaldo 60' |       | 30' Erik Lamela · 65' Lucas Moura · 90+3' Harry Kane | Estádio: Nacional de Singapura Público: 50 443 Árbitro: SIN Ahmad A'Qashah |  |

| 24 de julho 2ª rodada                                               | Juventus              | 1 – 1 (4–3 pen.)                                       | Internazionale       | Nanquim                                                             |  |
| 19:30                                                               | Cristiano Ronaldo 68' |                                                        | 10' Matthijs de Ligt | Estádio: Olímpico de Nanjing Público: 48 646 Árbitro: CHN Zhang Lei |  |
|                                                                     |                       | Penalidades                                            |                      |                                                                     |  |
| João Cancelo Cristiano Ronaldo Emre Can Rabiot Bernardeschi Demiral |                       | Ranocchia Pușcaș Longo João Mário Barella Borja Valero |                      |                                                                     |  |

| 10 de agosto 3ª rodada | Atlético de Madrid         | 2 – 1 | Juventus    | Estocolmo                                                          |  |
| 18:00                  | Lemar 24' · João Félix 33' |       | 29' Khedira | Estádio: Friends Arena Público: 49 752 Árbitro: SWE Andreas Ekberg |  |

### Supercopa da Itália
Vitória
      Empate
      Derrota
| 22 de dezembro Jogo único | Juventus   | 1 – 3 | Lazio                                        | Riade                                                                            |  |
| 19:45                     | Dybala 45' |       | 16' Luis Alberto · 73' Lulić · 90+4' Cataldi | Estádio: Universitário Rei Saud Público: 23 361 Árbitro: ITA Gianpaolo Calvarese |  |

### Copa da Itália
Vitória
      Empate
      Derrota

#### Oitavas de Final
| 15 de janeiro Jogo único | Juventus                                          | 4 – 0 | Udinese | Turim                                                                     |  |
| 20:45                    | Higuaín 16' · Dybala 26', 58' · Douglas Costa 61' |       |         | Estádio: Juventus Stadium Público: 39 524 Árbitro: ITA Gianluca Aureliano |  |

#### Quartas de Final
| 22 de janeiro Jogo único | Juventus                                              | 3 – 1 | Roma       | Turim                                                                  |  |
| 20:45                    | Cristiano Ronaldo 26' · Bentancur 38' · Bonucci 45+2' |       | 50' Buffon | Estádio: Juventus Stadium Público: 40 791 Árbitro: ITA Gianluca Rocchi |  |

#### Semifinal
| 13 de fevereiro Jogo de ida | Milan     | 1 – 1 | Juventus                | Milão                                                       |  |
| 20:45                       | Rebić 61' |       | 90+1' Cristiano Ronaldo | Estádio: San Siro Público: 72 738 Árbitro: ITA Paolo Valeri |  |

| 12 de junho Jogo de volta | Juventus | 0 – 0 | Milan | Turim                                                                           |  |
| 21:00                     |          |       |       | Estádio: Juventus Stadium Público: Portões Fechados Árbitro: ITA Daniele Orsato |  |

#### Final
| 17 de junho Jogo único            | Napoli | 0 – 0 (4–2 pen.)             | Juventus | Roma                                                                            |  |
| 21:00                             |        |                              |          | Estádio: Olímpico de Roma Público: Portões Fechados Árbitro: ITA Daniele Doveri |  |
|                                   |        | Penalidades                  |          |                                                                                 |  |
| Insigne Politano Maksimović Milik |        | Dybala Danilo Bonucci Ramsey |          |                                                                                 |  |

### Liga dos Campeões da UEFA

#### Fase de Grupos
| Pos | Equipe             | Pts | J | V | E | D | GP | GC | SG |                                  |  | JUV | ATM | LEV | LOM |
| --- | ------------------ | --- | - | - | - | - | -- | -- | -- | -------------------------------- |  | --- | --- | --- | --- |
| 1   | Juventus           | 16  | 6 | 5 | 1 | 0 | 12 | 4  | +8 | Classificado às oitavas de final |  | —   | 1–0 | 3–0 | 2–1 |
| 2   | Atlético de Madrid | 10  | 6 | 3 | 1 | 2 | 8  | 5  | +3 | Classificado às oitavas de final |  | 2–2 | —   | 1–0 | 2–0 |
| 3   | Bayer Leverkusen   | 6   | 6 | 2 | 0 | 4 | 5  | 9  | −4 | Transferido para Liga Europa     |  | 0–2 | 2–1 | —   | 1–2 |
| 4   | Lokomotiv Moscou   | 3   | 6 | 1 | 0 | 5 | 4  | 11 | −7 | Eliminado                        |  | 1–2 | 0–2 | 0–2 | —   |

##### Jogos
Vitória
      Empate
      Derrota
| 18 de setembro 1ª rodada | Atlético de Madrid      | 2 – 2 | Juventus                   | Madrid                                                                       |  |
| 21:00                    | Savić 70' · Herrera 90' |       | 48' Cuadrado · 65' Matuidi | Estádio: Metropolitano de Madrid Público: 66 283 Árbitro: NED Danny Makkelie |  |

| 1 de outubro 2ª rodada | Juventus                                               | 3 – 0 | Bayer Leverkusen | Turim                                                                 |  |
| 21:00                  | Higuaín 17' · Bernardeschi 62' · Cristiano Ronaldo 89' |       |                  | Estádio: Juventus Stadium Público: 34 525 Árbitro: ESC William Collum |  |

| 22 de outubro 3ª rodada | Juventus        | 2 – 1 | Lokomotiv Moscou | Turim                                                                          |  |
| 21:00                   | Dybala 77', 79' |       | 30' Miranchuk    | Estádio: Juventus Stadium Público: 38 547 Árbitro: GRE Anastasios Sidiropoulos |  |

| 6 de novembro 4ª rodada | Lokomotiv Moscou | 1 – 2 | Juventus                        | Moscou                                                                 |  |
| 18:55                   | Miranchuk 12'    |       | 4' Ramsey · 90+3' Douglas Costa | Estádio: Lokomotiv de Moscou Público: 26 861 Árbitro: FRA Ruddy Buquet |  |

| 26 de novembro 5ª rodada | Juventus     | 1 – 0 | Atlético de Madrid | Turim                                                                 |  |
| 21:00                    | Dybala 45+2' |       |                    | Estádio: Juventus Stadium Público: 40 486 Árbitro: ING Anthony Taylor |  |

| 11 de dezembro 6ª rodada | Bayer Leverkusen | 0 – 2 | Juventus                              | Leverkusen                                                    |  |
| 21:00                    |                  |       | 75' Cristiano Ronaldo · 90+2' Higuaín | Estádio: BayArena Público: 29 542 Árbitro: FRA Benoît Bastien |  |

#### Oitavas de Final
| 26 de fevereiro Jogo de ida | Lyon        | 1 – 0 | Juventus | Lyon                                                                            |  |
| 21:00                       | Tousart 31' |       |          | Estádio: Parc Olympique Lyonnais Público: 57 335 Árbitro: ESP Jesús Gil Manzano |  |

| 7 de agosto Jogo de volta | Juventus                   | 2 – 1 | Lyon      | Turim                                                                         |  |
| 21:00                     | Cristiano Ronaldo 43', 60' |       | 12' Depay | Estádio: Juventus Stadium Público: Portões Fechados Árbitro: ALE Felix Zwayer |  |

## Classificação
| Pos. | Equipes        | Pts | J  | V  | E  | D  | GP | GC | SG  | Classificação ou Rebaixamento                            |
| ---- | -------------- | --- | -- | -- | -- | -- | -- | -- | --- | -------------------------------------------------------- |
| 1    | Juventus       | 83  | 38 | 26 | 5  | 7  | 76 | 43 | 33  | Fase de Grupos da Liga dos Campeões da UEFA de 2020–21   |
| 2    | Internazionale | 82  | 38 | 24 | 10 | 4  | 80 | 36 | 44  | Fase de Grupos da Liga dos Campeões da UEFA de 2020–21   |
| 3    | Atalanta       | 78  | 38 | 23 | 9  | 6  | 98 | 48 | 50  | Fase de Grupos da Liga dos Campeões da UEFA de 2020–21   |
| 4    | Lazio          | 78  | 38 | 24 | 6  | 8  | 79 | 42 | 37  | Fase de Grupos da Liga dos Campeões da UEFA de 2020–21   |
| 5    | Roma           | 70  | 38 | 21 | 7  | 10 | 77 | 51 | 26  | Fase de Grupos da Liga Europa da UEFA de 2020–21         |
| 6    | Milan          | 66  | 38 | 19 | 9  | 10 | 63 | 46 | 17  | Fase de Grupos da Liga Europa da UEFA de 2020–21         |
| 7    | Napoli         | 62  | 38 | 18 | 8  | 12 | 61 | 50 | 11  | 2ª Pré-Eliminatória da Liga Europa da UEFA de 2020–21[a] |
| 8    | Sassuolo       | 51  | 38 | 14 | 9  | 15 | 69 | 63 | 6   |                                                          |
| 9    | Fiorentina     | 49  | 38 | 12 | 13 | 13 | 51 | 48 | 3   |                                                          |
| 10   | Parma          | 49  | 38 | 14 | 7  | 17 | 56 | 57 | −1  |                                                          |
| 11   | Hellas Verona  | 49  | 38 | 12 | 13 | 13 | 47 | 51 | −4  |                                                          |
| 12   | Bologna        | 47  | 38 | 12 | 11 | 15 | 52 | 65 | −13 |                                                          |
| 13   | Cagliari       | 45  | 38 | 11 | 12 | 15 | 52 | 56 | −4  |                                                          |
| 14   | Udinese        | 45  | 38 | 12 | 9  | 17 | 37 | 51 | −14 |                                                          |
| 15   | Sampdoria      | 42  | 38 | 12 | 6  | 20 | 48 | 65 | −17 |                                                          |
| 16   | Torino         | 40  | 38 | 11 | 7  | 20 | 46 | 68 | −22 |                                                          |
| 17   | Genoa          | 39  | 38 | 10 | 9  | 19 | 47 | 72 | −25 |                                                          |
| 18   | Lecce          | 35  | 38 | 9  | 8  | 21 | 52 | 85 | −33 | Zona de rebaixamento à Serie B de 2020–21                |
| 19   | Brescia        | 25  | 38 | 6  | 7  | 25 | 35 | 79 | −44 | Zona de rebaixamento à Serie B de 2020–21                |
| 20   | SPAL           | 20  | 38 | 5  | 5  | 28 | 27 | 77 | −50 | Zona de rebaixamento à Serie B de 2020–21                |

##### Desempenho por rodada
| Rodadas   | 1  | 2  | 3  | 4  | 5  | 6  | 7  | 8  | 9  | 10 | 11 | 12 | 13 | 14 | 15 | 16 | 17 | 18 | 19 |
| Local     | F  | C  | F  | C  | F  | C  | F  | C  | F  | C  | F  | C  | F  | C  | F  | C  | F  | C  | F  |
| Resultado | V  | V  | E  | V  | V  | V  | V  | V  | E  | V  | V  | V  | V  | E  | D  | V  | V  | V  | V  |
| Colocação | 6º | 1º | 4º | 2º | 2º | 2º | 1º | 1º | 1º | 1º | 1º | 1º | 1º | 2º | 2º | 2º | 1º | 1º | 1º |

| Rodadas   | 20 | 21 | 22 | 23 | 24 | 25 | 26 | 27 | 28 | 29 | 30 | 31 | 32 | 33 | 34 | 35 | 36 | 37 | 38 |
| Local     | C  | F  | C  | F  | C  | F  | C  | F  | C  | F  | C  | F  | C  | F  | C  | F  | C  | F  | C  |
| Resultado | V  | D  | V  | D  | V  | V  | V  | V  | V  | V  | V  | D  | E  | E  | V  | D  | V  | D  | D  |
| Colocação | 1º | 1º | 1º | 2º | 1º | 1º | 1º | 1º | 1º | 1º | 1º | 1º | 1º | 1º | 1º | 1º | 1º | 1º | 1º |

##### Jogos
Vitória
      Empate
      Derrota
| 25 de agosto 1ª rodada | Parma | 0 – 1 | Juventus      | Parma                                                             |  |
| 18:00                  |       |       | 21' Chiellini | Estádio: Ennio Tardini Público: 20 073 Árbitro: ITA Fabio Maresca |  |

| 31 de agosto 2ª rodada | Juventus                                                           | 4 – 3 | Napoli                                    | Turim                                                                |  |
| 20:45                  | Danilo 16' · Higuaín 19' · Cristiano Ronaldo 62' · Koulibaly 90+2' |       | 81' Di Lorenzo · 66' Manolas · 68' Lozano | Estádio: Allianz Stadium Público: 39 203 Árbitro: ITA Daniele Orsato |  |

| 14 de setembro 3ª rodada | Fiorentina | 0 – 0 | Juventus | Florença                                                                  |  |
| 15:00                    |            |       |          | Estádio: Artemio Franchi Público: 40 000 Árbitro: ITA Massimiliano Irrati |  |

| 21 de setembro 4ª rodada | Juventus                           | 2 – 1 | Hellas Verona | Turim                                                   |  |
| 18:00                    | Ramsey 31' · Cristiano Ronaldo 49' |       | 21' Veloso    | Estádio: Allianz Stadium Árbitro: ITA Federico La Penna |  |

| 24 de setembro 5ª rodada | Brescia       | 1 – 2 | Juventus                    | Bréscia                                                               |  |
| 21:00                    | Donnarumma 4' |       | 40' Chancellor · 63' Pjanić | Estádio: Mario Rigamonti Público: 18 500 Árbitro: ITA Fabrizio Pasqua |  |

| 28 de setembro 6ª rodada | Juventus                           | 2 – 0 | SPAL | Turim                                                                 |  |
| 15:00                    | Pjanić 45' · Cristiano Ronaldo 78' |       |      | Estádio: Allianz Stadium Público: 38 995 Árbitro: ITA Marco Piccinini |  |

| 6 de outubro 7ª rodada | Internazionale | 1 – 2 | Juventus                | Milão                                                                 |  |
| 20:45                  | Martínez 18'   |       | 4' Dybala · 80' Higuaín | Estádio: Giuseppe Meazza Público: 75 923 Árbitro: ITA Gianluca Rocchi |  |

| 19 de outubro 8ª rodada | Juventus                           | 2 – 1 | Bologna    | Turim                                                                     |  |
| 20:45                   | Cristiano Ronaldo 19' · Pjanić 54' |       | 26' Danilo | Estádio: Allianz Stadium Público: 40 461 Árbitro: ITA Massimiliano Irrati |  |

| 26 de outubro 9ª rodada | Lecce       | 1 – 1 | Juventus   | Lecce                                                           |  |
| 15:00                   | Mancosu 56' |       | 50' Dybala | Estádio: Via del Mare Público: 26 591 Árbitro: ITA Paolo Valeri |  |

| 30 de outubro 10ª rodada | Juventus                              | 2 – 1 | Genoa      | Turim                                                              |  |
| 21:00                    | Bonucci 36' · Cristiano Ronaldo 90+5' |       | 41' Kouamé | Estádio: Allianz Stadium Público: 39 115 Árbitro: ITA Antonio Giua |  |

| 2 de novembro 11ª rodada | Torino | 0 – 1 | Juventus    | Turim                                                                  |  |
| 20:45                    |        |       | 70' De Ligt | Estádio: Olímpico de Turim Público: 26 664 Árbitro: ITA Daniele Doveri |  |

| 10 de novembro 12ª rodada | Juventus   | 1 – 0 | Milan | Turim                                                               |  |
| 20:45                     | Dybala 77' |       |       | Estádio: Allianz Stadium Público: 40 478 Árbitro: ITA Fabio Maresca |  |

| 23 de novembro 13ª rodada | Atalanta         | 1 – 3 | Juventus                        | Bérgamo                                                                       |  |
| 15:00                     | Robin Gosens 56' |       | 74', 82' Higuaín · 90+2' Dybala | Estádio: Atleti Azzurri d'Italia Público: 20 899 Árbitro: ITA Gianluca Rocchi |  |

| 1 de dezembro 14ª rodada | Juventus                            | 2 – 2 | Sassuolo              | Turim                                                                   |  |
| 12:30                    | Bonucci 20' · Cristiano Ronaldo 68' |       | 23' Boga · 47' Caputo | Estádio: Allianz Stadium Público: 40 597 Árbitro: ITA Federico La Penna |  |

| 8 de dezembro 15ª rodada | Lazio                                                    | 3 – 1 | Juventus              | Roma                                                                  |  |
| 20:45                    | Luiz Felipe 45+1' · Milinković-Savić 74' · Caicedo 90+5' |       | 25' Cristiano Ronaldo | Estádio: Olímpico de Roma Público: 65 000 Árbitro: ITA Michael Fabbri |  |

| 15 de dezembro 16ª rodada | Juventus                                | 3 – 1 | Udinese        | Turim                                                                 |  |
| 15:00                     | Cristiano Ronaldo 9', 37' · Bonucci 45' |       | 90+4' Pussetto | Estádio: Allianz Stadium Público: 39 127 Árbitro: ITA Fabrizio Pasqua |  |

| 18 de dezembro 17ª rodada | Sampdoria   | 1 – 2 | Juventus                           | Génova                                                               |  |
| 15:00                     | Caprari 35' |       | 19' Dybala · 45' Cristiano Ronaldo | Estádio: Luigi Ferraris Público: 23 136 Árbitro: ITA Gianluca Rocchi |  |

| 6 de janeiro 18ª rodada | Juventus                                      | 4 – 0 | Cagliari | Turim                                                                  |  |
| 15:00                   | Cristiano Ronaldo 49', 67', 82' · Higuaín 81' |       |          | Estádio: Allianz Stadium Público: 40 598 Árbitro: ITA Piero Giacomelli |  |

| 12 de janeiro 19ª rodada | Roma        | 1 – 2 | Juventus                                 | Roma                                                               |  |
| 20:45                    | Perotti 68' |       | 3' Merih Demiral · 10' Cristiano Ronaldo | Estádio: Olímpico de Roma Público: 60 513 Árbitro: ITA Marco Guida |  |

| 19 de janeiro 20ª rodada | Juventus                   | 2 – 1 | Parma         | Turim                                                                |  |
| 20:45                    | Cristiano Ronaldo 43', 58' |       | 55' Cornelius | Estádio: Allianz Stadium Público: 37 790 Árbitro: ITA Marco Di Bello |  |

| 26 de janeiro 21ª rodada | Napoli                      | 2 – 1 | Juventus              | Nápoles                                                          |  |
| 20:45                    | Zieliński 63' · Insigne 86' |       | 90' Cristiano Ronaldo | Estádio: San Paolo Público: 39 111 Árbitro: ITA Maurizio Mariani |  |

| 2 de fevereiro 22ª rodada | Juventus                                   | 3 – 0 | Fiorentina | Turim                                                                 |  |
| 12:30                     | Cristiano Ronaldo 40', 80' · De Ligt 90+1' |       |            | Estádio: Allianz Stadium Público: 40 171 Árbitro: ITA Fabrizio Pasqua |  |

| 8 de fevereiro 23ª rodada | Hellas Verona            | 2 – 1 | Juventus              | Verona                                                                   |  |
| 20:45                     | Borini 76' · Pazzini 86' |       | 65' Cristiano Ronaldo | Estádio: Marcantonio Bentegodi Público: 28 654 Árbitro: ITA Davide Massa |  |

| 16 de fevereiro 24ª rodada | Juventus                  | 2 – 0 | Brescia | Turim                                                                |  |
| 15:00                      | Dybala 39' · Cuadrado 75' |       |         | Estádio: Allianz Stadium Público: 40 841 Árbitro: ITA Daniele Chiffi |  |

| 22 de fevereiro 25ª rodada | SPAL        | 1 – 2 | Juventus                           | Ferrara                                                             |  |
| 18:00                      | Petagna 69' |       | 39' Cristiano Ronaldo · 60' Ramsey | Estádio: Paolo Mazza Público: 15 262 Árbitro: ITA Federico La Penna |  |

| 8 de março 26ª rodada | Juventus                | 2 – 0 | Internazionale | Turim                                                                       |  |
| 16:45                 | Ramsey 55' · Dybala 67' |       |                | Estádio: Allianz Stadium Público: Portões Fechados Árbitro: ITA Marco Guida |  |

| 22 de junho 27ª rodada | Bologna | 0 – 2 | Juventus                           | Bolonha                                                                         |  |
| 21:45                  |         |       | 23' Cristiano Ronaldo · 36' Dybala | Estádio: Renato Dall'Ara Público: Portões Fechados Árbitro: ITA Gianluca Rocchi |  |

| 26 de junho 28ª rodada | Juventus                                                       | 4 – 0 | Lecce | Turim                                                                           |  |
| 21:45                  | Dybala 53' · Cristiano Ronaldo 62' · Higuaín 83' · De Ligt 85' |       |       | Estádio: Allianz Stadium Público: Portões Fechados Árbitro: ITA Marco Piccinini |  |

| 30 de junho 29ª rodada | Genoa         | 1 – 3 | Juventus                                               | Génova                                                                             |  |
| 21:45                  | Pinamonti 76' |       | 50' Dybala · 57' Cristiano Ronaldo · 73' Douglas Costa | Estádio: Luigi Ferraris Público: Portões Fechados Árbitro: ITA Gianpaolo Calvarese |  |

| 4 de julho 30ª rodada | Juventus                                                      | 4 – 1 | Torino        | Turim                                                                         |  |
| 17:15                 | Dybala 3' · Cuadrado 29' · Cristiano Ronaldo 61' · Djidji 87' |       | 45+6' Belotti | Estádio: Allianz Stadium Público: Portões Fechados Árbitro: ITA Fabio Maresca |  |

| 7 de julho 31ª rodada | Milan                                               | 4 – 2 | Juventus                           | Milão                                                                |  |
| 21:45                 | Rebić 80' · Ibrahimović 62' · Kessié 66' · Leão 67' |       | 47' Rabiot · 53' Cristiano Ronaldo | Estádio: San Siro Público: Portões Fechados Árbitro: ITA Marco Guida |  |

| 11 de julho 32ª rodada | Juventus                   | 2 – 2 | Atalanta                     | Turim                                                                            |  |
| 21:45                  | Cristiano Ronaldo 55', 90' |       | 16' Zapata · 81' Malinovskyi | Estádio: Allianz Stadium Público: Portões Fechados Árbitro: ITA Piero Giacomelli |  |

| 15 de julho 33ª rodada | Sassuolo                               | 3 – 3 | Juventus                                  | Reggio Emilia                                                              |  |
| 21:45                  | Đuričić 29' · Berardi 51' · Caputo 54' |       | 5' Danilo · 12' Higuaín · 64' Alex Sandro | Estádio: Mapei Stadium Público: Portões Fechados Árbitro: ITA Paolo Valeri |  |

| 20 de julho 34ª rodada | Juventus                   | 2 – 1 | Lazio        | Turim                                                                          |  |
| 21:45                  | Cristiano Ronaldo 51', 54' |       | 83' Immobile | Estádio: Allianz Stadium Público: Portões Fechados Árbitro: ITA Daniele Orsato |  |

| 23 de julho 35ª rodada | Udinese                        | 2 – 1 | Juventus    | Udine                                                                      |  |
| 19:30                  | Nestorovski 52' · Fofana 90+2' |       | 42' De Ligt | Estádio: Friuli Público: Portões Fechados Árbitro: ITA Massimiliano Irrati |  |

| 26 de julho 36ª rodada | Juventus                                   | 2 – 0 | Sampdoria | Turim                                                                              |  |
| 21:45                  | Cristiano Ronaldo 45+7' · Bernardeschi 67' |       |           | Estádio: Allianz Stadium Público: Portões Fechados Árbitro: ITA Francesco Fourneau |  |

| 29 de julho 37ª rodada | Cagliari                    | 2 – 0 | Juventus | Cagliari                                                                  |  |
| 21:45                  | Gagliano 8' · Simeone 45+2' |       |          | Estádio: Sant'Elia Público: Portões Fechados Árbitro: ITA Davide Ghersini |  |

| 1 de agosto 38ª rodada | Juventus   | 1 – 3 | Roma                           | Turim                                                                           |  |
| 20:45                  | Higuaín 5' |       | 23' Kalinić · 44', 52' Perotti | Estádio: Allianz Stadium Público: Portões Fechados Árbitro: ITA Gianluca Rocchi |  |